# Epsilon composite
Epsilon Composite est une société française basée à Gaillan-en-Médoc, près de Bordeaux, spécialisée dans la production de pièces et sous-ensembles en matériaux composites haute performance à base de fibre de carbone.
L'entreprise a été créée en 1987 par Stéphane Lull, son dirigeant actuel,,.

## Activité
Le cœur de métier historique de la société est la pultrusion carbone (et sa variante le pull-winding), un procédé de fabrication en continu qui permet de produire des profilés au kilomètre (tubes, joncs, plats, etc.) à partir de fibre de carbone et de matrice thermodurcissable (époxyde) ou thermoplastique.
Ces profilés sont ensuite usinés et assemblés avec d’autres éléments pour former des pièces finies (bielles, rouleaux techniques, poutres…), qui représentent la majorité des ventes de l’entreprise.
85 % du chiffre d'affaires d'Epsilon Composite est réalisé à l'export, principalement avec des clients en Allemagne et au Japon. L'intégralité de la production se fait à l'usine française de Gaillan-en-Médoc, mais la société est également implantée commercialement au Japon, en Allemagne, en Italie et au Mexique.
L’activité d’Epsilon Composite est divisée en 4 branches :
- Epsilon Industries

Pultrusion carbone et produits finis pour les marchés industriels historiques de l'entreprise : machines industrielles, robotique, automobile, génie civil, nautisme, sports...
- Epsilon Rollers

Depuis 2004, conception et fabrication de rouleaux techniques en carbone utilisés principalement dans l'imprimerie (flexographie), dans la fabrication de films plastiques et dans l'électronique. Première diversification de l’entreprise s'appuyant sur son savoir faire dans les composites et un portefeuille de brevets innovants. L'entreprise s'est développée rapidement sur ce marché pour devenir le no 2 mondial.
- Epsilon Energy

Depuis 2008, conception et fabrication en grande série de produits pultrudés pour le secteur de l’énergie : câbles Haute Tension, exploitation offshore (Technip), éolien (Vestas),,, câbles d'ascenseur (Kone Ultrarope).
- Epsilon Aerospace

Depuis 2010, une activité aéronautique, reposant notamment sur une collaboration avec l'avionneur Airbus initiée dans le cadre du CORAC (COnseil pour la Recherche Aéronautique Civile), a amené Epsilon Composite à devenir fournisseur de rang 1 d’Airbus pour pièces composites structurelles : raidisseurs, profilés, bielles,.
La société est également responsable depuis 2018 de la conception et de la fabrication de la structure rigide du dirigeable de Flying Whales,, au sein d'un consortium soutenu par BPI France.
En 2021, un des projets de l'entreprise a été sélectionné comme finaliste du concours JEC Innovation Awards dans la catégorie Aerospace.
En 2023, l'entreprise a remporté le prix Global Industrie Award dans la catégorie "partenariat exemplaire", pour un co-développement d'un procédé de surmoulage composite,.